# 北村 (大阪市)
北村（きたむら）は、大阪府大阪市大正区にある町名。現行行政地名は北村一丁目から北村三丁目。

## 地理
大正区の北部に位置し、東に千島、西に北恩加島、北に泉尾と接している。

## 歴史
泉尾新田の開発者である北村六右衛門の苗字から命名したものといわれている。

## 世帯数と人口
2019年（平成31年）3月31日現在の世帯数と人口は以下の通りである。
| 丁目       | 世帯数    | 人口    |
| ---------- | --------- | ------- |
| 北村一丁目 | 548世帯   | 1,116人 |
| 北村二丁目 | 558世帯   | 1,195人 |
| 北村三丁目 | 653世帯   | 1,283人 |
| 計         | 1,759世帯 | 3,594人 |

### 人口の変遷
国勢調査による人口の推移。
| 1995年（平成7年）  | 4,635人 | [ 6 ]  |  |
| 2000年（平成12年） | 4,615人 | [ 7 ]  |  |
| 2005年（平成17年） | 4,539人 | [ 8 ]  |  |
| 2010年（平成22年） | 4,139人 | [ 9 ]  |  |
| 2015年（平成27年） | 3,781人 | [ 10 ] |  |

### 世帯数の変遷
国勢調査による世帯数の推移。
| 1995年（平成7年）  | 1,532世帯 | [ 6 ]  |  |
| 2000年（平成12年） | 1,592世帯 | [ 7 ]  |  |
| 2005年（平成17年） | 1,508世帯 | [ 8 ]  |  |
| 2010年（平成22年） | 1,459世帯 | [ 9 ]  |  |
| 2015年（平成27年） | 1,397世帯 | [ 10 ] |  |

## 学区
市立小・中学校に通う場合、学区は以下の通りとなる。なお、小学校・中学校入学時に学校選択制度を導入しており、通学区域以外に大正区の小学校・中学校から選択することも可能。
| 丁目       | 番   | 小学校                 | 中学校               |
| ---------- | ---- | ---------------------- | -------------------- |
| 北村一丁目 | 全域 | 大阪市立北恩加島小学校 | 大阪市立大正北中学校 |
| 北村二丁目 | 全域 | 大阪市立北恩加島小学校 | 大阪市立大正北中学校 |
| 北村三丁目 | 全域 | 大阪市立北恩加島小学校 | 大阪市立大正北中学校 |

## 事業所
2016年（平成28年）現在の経済センサス調査による事業所数と従業員数は以下の通りである。
| 丁目       | 事業所数  | 従業員数 |
| ---------- | --------- | -------- |
| 北村一丁目 | 54事業所  | 177人    |
| 北村二丁目 | 33事業所  | 278人    |
| 北村三丁目 | 22事業所  | 1,205人  |
| 計         | 109事業所 | 1,660人  |

## 交通
- 大浪通

## 施設
- 大阪府済生会泉尾病院
- 大阪市立大正北中学校
- 大正北村郵便局
- マリンテニスパーク・北村

## その他

### 日本郵便
- 〒551-0032[3]（集配局：大正郵便局[14]）